# Ebensburg (Pennsylvania)
Ebensburg település az Amerikai Egyesült Államok Pennsylvania államában, Cambria megyében, melynek megyeszékhelye is. Lakosainak száma 3404 fő (2020. április 1.).

## Népesség
A település népességének változása:

| 2010 | 3 351 |
| 2020 | 3 404 |